# Verdigris (Oklahoma)
Verdigris – miejscowość w Stanach Zjednoczonych, w stanie Oklahoma, w hrabstwie Rogers.